# Championnat d'Irlande de football 1927-1928
Navigation
Édition précédente Édition suivante
Le Championnat d'Irlande de football 1927-1928 est la septième saison du championnat d'Irlande de football organisé par la Fédération d'Irlande de football. Bohemians FC remporte le titre de champion.

## Les 10 clubs participants
- Athlone Town Football Club
- Bohemian Football Club
- Bray Unknowns Football Club
- Brideville Football Club
- Dundalk Football Club
- Fordsons Football Club
- Jacob's Football Club
- Saint James's Gate Football Club
- Shamrock Rovers Football Club
- Shelbourne Football Club

## Classement
| Rang | Équipe                   | Pts | J  | G  | N | P  | Bp | Bc | Diff |
| ---- | ------------------------ | --- | -- | -- | - | -- | -- | -- | ---- |
| 1    | Bohemian FC              | 31  | 18 | 15 | 1 | 2  | 53 | 20 | +33  |
| 2    | Shelbourne FC            | 28  | 18 | 13 | 2 | 3  | 67 | 24 | +43  |
| 3    | Shamrock Rovers T        | 25  | 18 | 9  | 7 | 2  | 42 | 18 | +24  |
| 4    | Fordsons Football Club   | 22  | 18 | 9  | 4 | 5  | 46 | 34 | +12  |
| 5    | Dundalk FC               | 21  | 18 | 9  | 3 | 6  | 44 | 36 | +8   |
| 6    | Brideville Football Club | 19  | 18 | 7  | 5 | 6  | 37 | 33 | +4   |
| 7    | Saint James's Gate FC    | 14  | 18 | 5  | 4 | 9  | 28 | 42 | -14  |
| 8    | Jacob's FC               | 9   | 18 | 2  | 5 | 11 | 20 | 46 | -26  |
| 9    | Bray Unknowns            | 6   | 18 | 1  | 4 | 13 | 29 | 70 | -41  |
| 10   | Athlone Town             | 5   | 18 | 2  | 1 | 15 | 19 | 61 | -42  |

## Source
- (en) Alex Graham, Football in the Republic of Ireland : a Statistical Record 1921–2005, Soccer Books Ltd, novembre 2005, 142 p. (ISBN 978-1862231351).